# Социальное предпринимательство в Италии
Многолетний опыт социального предпринимательства в Италии (итал. Impresa Sociale) позволяет называть эту страну одним из пионеров в данной сфере. Италия стала первой европейской страной, поддержавшей социальное предпринимательство на государственном уровне. Модели итальянских социальных предприятий прошли апробирование в других государствах-членах Евросоюза и прижились, например в Польше и Бельгии. Основной закон, регулирующий эту деятельность, принят в 2006 году. Согласно его положениям, социальным является предприятие, экономическая деятельность которого стабильна и направлена на реализацию товаров или услуг социального значения (их перечень прописан в законе 155/2006). Социальные кооперативы являются главным звеном в структуре итальянского социального предпринимательства и исторически являются первой его формой, закреплённой на уровне законодательства: закон, регулирующий деятельность социальных кооперативов, был принят в 1991 году.

## Предыстория

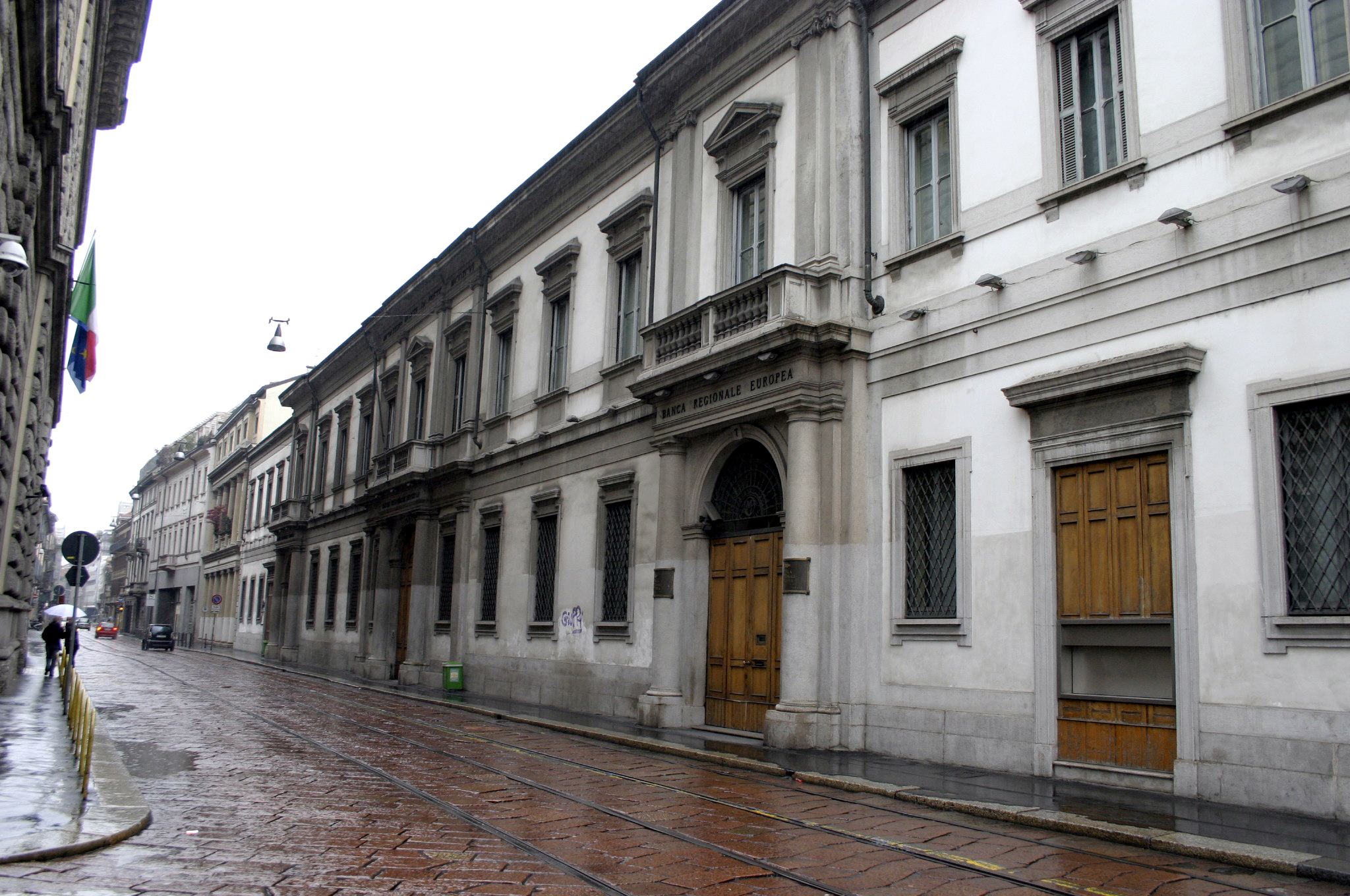
Благотворительный ломбард монте ди пьета в Милане

Ещё в позднем средневековье в Италии существовали банковские учреждения монахов-францисканцев, осуждавших ростовщичество, предоставлявшие займы по низким процентным ставкам наименее обеспеченным гражданам. Любой человек мог взять в монте ди пьета определённую сумму денег, оставив в залог своё имущество, которое могло бы покрыть одну третью часть займа. Если заёмщик не отдавал средства вовремя, оставленное имущество продавалось на аукционе. По принципам работы такие учреждения близки ломбардам, однако в них превалировало благотворительное начало. Учреждения распространились практически по всей Европе, в Польше их называли Bank pobożny.
До сегодняшнего дня многие из таких учреждений, как например Monte dei Paschi di Siena, продолжают существовать, но уже в обновлённом варианте, как обыкновенные банки. А в Мексике действует банк Nacional Monte de Piedad, организованный по принципам, похожим на первые монте ди пьета.
Примерно в то же время в Италии появилась одна из старейших организаций, которая оказывала помощь больным по принципам современной «Скорой помощи». Флорентийское почётное братство милосердия, основанное Петром Веронским, занималось перевозкой больных и существовало на пожертвования. Организация открылась в 1244 году и существует по сей день.
Дальнейшее развитие социального предпринимательства связано с появлением первых кооперативов. Считается, что первое такое предприятие появилось в Турине в 1854 году. Это был потребительский кооператив — Magazzino di previdenza. Спустя два года первый производственный кооператив открыл врач Джузеппе Чезио.
В 1902 году в стране было две тысячи кооперативов, а в 1914 — уже семь с половиной тысяч.
После Второй мировой войны Конституция Итальянской Республики официально признала социальную функцию кооперативного движения.

## Социальные кооперативы
В 1991 году итальянский парламент одобрил законопроект № 381, в котором прописаны механизмы создания социальных кооперативов. Принятие такого закона назревало давно, поскольку многие кооперативы уже работали по определённым социальным принципам, однако отличительная деятельность не придавала им никакого нового статуса. В законе указано, что социальные кооперативы должны работать на благо общины и способствовать интеграции людей в итальянское общество. Предусмотрены два варианта социальных кооперативов:
- Кооперативы группы A, оказывающие услуги уязвимым группам населения;
- Кооперативы группы B, производящие товары, при условии, что на производстве заняты представители уязвимых групп населения (не менее 30 %).

В 2005 году в стране насчитывалось свыше 7300 социальных кооперативов с 244 тысячами занятых работников, а в 2011 — более двенадцати с половиной тысяч кооперативов с примерно полумиллионом работников. В 2011 году общий доход всех социальных кооперативов составлял около 10 миллиардов евро. 16 % социальных кооперативов в год зарабатывали более 1 миллиона евро, а 72,4 % — менее 500 тысяч. В 2012 году в Италии насчитывалось более 17 тысяч таких предприятий.
После принятия в Италии закона о социальных кооперативах, её примеру последовали и в других странах Европы, где начали разрабатывать похожие законопроекты. Во многом этому способствовали общеевропейский диалог и проведение совместных форумов. Считается, что Италия первой познакомила европейцев с понятием социального предпринимательства.

## Закон 2006 года
Закон 155/2006 значительно расширил понятие социального предпринимательства. Теперь статус социального может получить любое некоммерческое предприятие, постоянно осуществляющее экономическую деятельность и распространяющее социально-значимые товары и услуги. Однако закон предусмотрел и более жёсткие требования для таких компаний. Например, им положено каждый год публиковать отчёты об устойчивом развитии. При этом особых преимуществ социальные предприятия не получают, кроме того что могут участвовать в программах на соискание гранта. Статус социальных по этому закону получило не так много предприятий Италии. По состоянию на 2014 год — всего 439 организаций. Таким образом, более популярной формой социального предпринимательства по-прежнему остается форма социального кооператива.
Вопрос реформирования закона в Италии постоянно поднимается. В апреле 2015 года стало известно, что утверждён текст поправок, который в скором времени будет представлен на одобрение парламентариям.

## Практика

### В сфере экологии
Социальное предприятие Reverse в Вероне специализируется на экодизайне и производстве экологической продукции. Дизайнеры организации занимаются тем, что создают мебель, предметы декора из отходов промышленного производства. Ещё часть специалистов в рамках проекта Re-cycles занимаются восстановлением сломанных и старых велосипедов. Сотрудничают с мэрией Вероны, благодаря чему предприятие смогло открыть цех по производству экологической продукции на базе местной тюрьмы.